# Спринг-Крик (тауншип, округ Бекер, Миннесота)
Спринг-Крик (англ. Spring Creek) — тауншип в округе Бекер, Миннесота, США. На 2000 год его население составило 120 человек.

## География
По данным Бюро переписи населения США площадь тауншипа составляет 97,7 км², из которых 96,3 км² занимает суша, а 1,4 км² — вода (1,46 %).

## Демография
По данным переписи населения 2000 года здесь находились 120 человек, 39 домохозяйств и 32 семьи. Плотность населения —  1,2 чел./км². На территории тауншипа расположено 40 построек со средней плотностью 0,4 построек на один квадратный километр. Расовый состав населения: 84,17 % белых, 8,33 % коренных американцев и 7,50 % приходится на две или более других рас.
Из 39 домохозяйств в 46,2 % воспитывались дети до 18 лет, в 76,9 % проживали супружеские пары, в 5,1 % проживали незамужние женщины и в 15,4 % домохозяйств проживали несемейные люди. 12,8 % домохозяйств состояли из одного человека, при том 2,6 % из — одиноких пожилых людей старше 65 лет. Средний размер домохозяйства — 3,08, а семьи — 3,39 человека.
36,7 % населения — младше 18 лет, 4,2 % — в возрасте от 18 до 24 лет, 20,8 % — от 25 до 44, 28,3 % — от 45 до 64, и 10,0 % — старше 65 лет. Средний возраст — 32 года. На каждые 100 женщин приходилось 93,5 мужчин. На каждые 100 женщин старше 18 приходилось 94,9 мужчин.
Средний годовой доход домохозяйства составлял 37 750 долларов, а средний годовой доход семьи —  38 750 долларов. Средний доход мужчин —  22 344  доллара, в то время как у женщин — 18 125. Доход на душу населения составил 17 456 долларов. За чертой бедности находились 14,8 % семей и 11,1 % всего населения тауншипа, из которых 30,0 % старше 65 лет.